# سيدي اعمر الحاضي
سيدي اعمر الحاضي (موقع البصرة المغربية)  هي جماعة قروية في إقليم سيدي قاسم ضمن جهة جهة الرباط سلا القنيطرة  بالغرب المغربي. كان مجموع عدد سكان جماعة سيدي اعمر الحاضي 11.868 نسمة.(تعداد السكان الرسمي 2004)

## مقترح علمي
وهناك عدد من الدراسات الأكاديمية قدمت مقترحا علميا لإعادة أحياء أسم البصرة في المغرب من خلال أطلاق الأسم على هذا الإقليم الإداري «الحالي» الذي تضمه أثار مدينة البصرة التاريخية ، وفاءا للتاريخ المغربي.

## دواوير الجماعة
| - دوار ابداوة - دوار اجريفات - دوار ازراردة - دوار ازهير بوشوفان - دوار البهالة - دوار الجرف - دوار الجعاونة البصرة - دوار الجعاونة الروى - دوار الجعاونة الهيرور - دوار الجعاونة حمر الراس - دوار الجعاونة حمري - دوار الحدادشة - دوار الحشالفة - دوار الخلوفيين - دوار السرافح - دوار السواهل - دوار الشعاب - دوار الشماخة - دوار الشماع - دوار الغزالات - دوار الغيالسة - دوار الفراتلة - دوار القصورة - دوار القطارنية - دوار الكنابرة | - دوار اللباط - دوار المرابيح - دوار المصلى - دوار المعيزيين - دوار اولاد اجميل - دوار اولاد التويجر الدشيرة - دوار اولاد التويجر القريعات - دوار اولاد التويجر الهواشم - دوار اولاد الحاج - دوار اولاد العربي الطويل - دوار اولاد بلحاج - دوار اولاد بنسعيد - دوار اولاد بووبكر - دوار اولاد حجاج - دوار اولاد زيان بني مالك - دوار اولاد زيان سفيان - دوار اولاد عامر ابداوة - دوار اولاد عامر الهشومي - دوار اولاد عامر موسى - دوار اولاد منة - دوار اولاد هلال - دوار باب الريح - دوار زكارة - دوار ميلودات - دوار واد السانية - تجزئة الامل |